# Правда о кошках и собаках
«Правда о кошках и собаках» (англ. The Truth About Cats & Dogs) — американская романтическая комедия, снятая в 1996 году Майклом Леманном.

## Сюжет
Эбби Барнс (Джанин Гарофало) — ветеринар и ведущая радиопередачи «Правда о кошках и собаках». Фотограф Брайан (Бен Чаплин) звонит на её шоу за советом, неожиданно посылает ей подарок и звонит на работу, чтобы пригласить её на свидание; она соглашается встретиться.

## Критика
Фильм получил в основном положительные отзывы критиков. На агрегаторе-оценок Rotten Tomatoes, фильм имеет 85 % «свежести» на основе 47 отзывов. Консенсус сайта гласит: «Острая, остроумная и очаровательная картина „Правда о кошках и собаках“ отличается выдающимся актёрской игрой Джанин Гарофало».
В статье для The Baltimore Sun Стивен Хантер сказал: «Фильм, в основе которого лежит проблема совместной жизни кошек и собак или, по крайней мере, является такой же хорошей романтической комедией». "The Hartford Courant отметила: «Гарофало демонстрирует комическое чутьё, ловкий расчёт времени и удивительную глубину образа».

### Сборы
В первые прокатные выходные фильм собрал 6,77 миллиона долларов, почти сравнявшись с фильмом Жан-Клода Ван Дамма. Три недели подряд занимал второе место в американском прокате. К 11 августа 1996 года в США, сборы достигли 34 073 143 долларов, а за рубежом — 34 861 807 долларов.

## В ролях
- Ума Турман
- Джанин Гарофало
- Бен Чаплин
- Джейми Фокс
- Боб Оденкерк
- Мэри Райскаб